# GBarbosa
GBarbosa es una cadena de supermercados e hipermercados brasileña, fundada en el estado de Sergipe el 13 de julio de 1955. La cadena es parte del grupo chileno Cencosud.
GBarbosa tiene más de 150 establecimientos distribuidos entre supermercados, hipermercados, electrodomésticos y farmacias en los estados de Sergipe, Bahía, Alagoas, Ceará y Pernambuco, además de emplear a más de 12 000 personas. Para 2010, datos sugerían que la cadena era la cuarta supermercadista más grande del país.

## Historia
En sus inicios GBarbosa era una tienda de abarrotes que vendía productos tanto secos como húmedos, en el centro de Aracaju, la capital del estado de Sergipe. En 1961 se abrió la primera sucursal en el municipio de Tobías Barreto y en 1963 se inauguró en Aracaju el primer supermercado del grupo, enfocado a las clases de menor poder adquisitivo. A lo largo de los años, se abrieron muchas otras tiendas en Aracaju y en el interior del estado. A principios de la década de 1980, GBarbosa llegó al interior del estadio de Bahía, con la creación de una sucursal en la ciudad de Esplanada. En octubre de 2000, la marca debutó en la capital de Bahía, Salvador. En el mismo año, la cadena comenzó a vender productos farmacéuticos a través de Farmacias GBarbosa.
En 2001, GBarbosa fue vendida al grupo neerlandés Royal Ahold, por un monto de R$ 630 millones. La transacción fue aprobada en 2003 con restricciones. Sin embargo, el grupo solo mantuvo el control de la empresa por poco más de cuatro años, ya que esta entró en crisis en Europa y fue acusada por las autoridades financieras de formar un cartel en los estados de Sergipe y Bahía, ya que también era dueña de la cadena Bompreço. Luego de especulaciones, en abril de 2005 se confirmó la venta de GBarbosa a Acon Investments, un fondo de inversión estadounidense.
En agosto de 2006, la cadena de supermercados se estableció en la capital de Alagoas, donde opera con siete unidades.
En noviembre de 2007, la cadena fue comprada por la minorista chilena Cencosud, que eligió la marca como bandera principal para ser trabajada en Brasil. La compra se acordó a un precio de US$ 430 millones. En 2011, la cadena continuó su crecimiento y se instaló en la ciudad de Fortaleza con cuatro tiendas más en el formato de supermercado, contando también con la adquisición de la cadena SuperFamília de Ceará. Al mismo tiempo, aumentó su dominio en Bahía, al comprar e incorporar los Supermercados Cardoso, en Jequié.
En 2012, Cencosud anunció el traslado de las oficinas de la empresa de Aracaju a Salvador. Sin embargo, esto no significó ningún cambio en los planes de la multinacional chilena en Sergipe (en términos de expansión con nuevas tiendas bandera GBarbosa), donde incluso opera el centro de distribución más grande de la compañía en Brasil.